# Белчер (Луїзіана)
Белчер (англ. Belcher) — селище (англ. village) в США, в окрузі Каддо штату Луїзіана. Населення — 263 особи (2010).

## Географія
Белчер розташований за координатами 32°45′8″ пн. ш. 93°50′14″ зх. д. / 32.75222° пн. ш. 93.83722° зх. д. (32.752125, -93.837167).  За даними Бюро перепису населення США в 2010 році селище мало площу 4,04 км², уся площа — суходіл.

## Демографія
Згідно з переписом 2010 року, у селищі мешкали 263 особи в 106 домогосподарствах у складі 72 родин. Густота населення становила 65 осіб/км².  Було 122 помешкання (30/км²).
Расовий склад населення:
| - 68,8 % — білих - 25,1 % — чорних або афроамериканців - 3,4 % — осіб інших рас |

До двох чи більше рас належало 2,7 %. Частка іспаномовних становила 6,1 % від усіх жителів.
За віковим діапазоном населення розподілялося таким чином: 21,7 % — особи молодші 18 років, 58,1 % — особи у віці 18—64 років, 20,2 % — особи у віці 65 років та старші. Медіана віку мешканця становила 46,3 року. На 100 осіб жіночої статі у селищі припадало 94,8 чоловіків;  на 100 жінок у віці від 18 років та старших — 87,3 чоловіків також старших 18 років.
Середній дохід на одне домашнє господарство  становив 55 965 доларів США (медіана — 31 250), а середній дохід на одну сім'ю — 72 128 доларів (медіана — 54 000). За межею бідності перебувало 15,3 % осіб, у тому числі 27,6 % дітей у віці до 18 років та 8,3 % осіб у віці 65 років та старших.
Цивільне працевлаштоване населення становило 136 осіб. Основні галузі зайнятості: освіта, охорона здоров'я та соціальна допомога — 24,3 %, мистецтво, розваги та відпочинок — 18,4 %, науковці, спеціалісти, менеджери — 15,4 %.